# Papaver chakassicum
Papaver chakassicum är en vallmoväxtart som beskrevs av G.A. Peschkova. Papaver chakassicum ingår i släktet vallmor, och familjen vallmoväxter. Inga underarter finns listade i Catalogue of Life.